# 泰安古建筑群
泰安古建筑群，位于中华人民共和国浙江省衢州市常山县新昌乡泰安村，是浙江省省级文物保护单位之一。
2017年1月19日，泰安古建筑群被列入第七批浙江省文物保护单位，该文物保护单位类型是座古建筑。